# Schœlcher
Schœlcher är en stad och kommun i Martinique.  Den ligger i den sydvästra delen av Martinique, 3 km väster om huvudstaden Fort-de-France. Staden hette tidigare Case-Navire. År 1889 bytte man namn till det nuvarande för att hedra den franska politikern Victor Schœlcher (1804-1893) som kämpade mot slaveriet i Franska Västindien.